# Hugterheide
De Hugterheide is een natuurgebied van 233 ha bij Maarheeze en Hugten in de Nederlandse provincie Noord-Brabant. Dit was vanouds een heidegebied met arme grond, die de neiging had stuifzanden te vormen. Vanaf 1900 begon men het gebied te bebossen, voornamelijk met naaldbos. Sinds 1979 is het in het bezit van het Brabants Landschap, dat dunningswerkzaamheden uitvoert met behoud van oude bomen. De bedoeling is om geleidelijk een meer natuurlijk berken-eikenbos te bereiken, met hier en daar grove den.
Het gebied is rijk aan vogels: havik, kuifmees, zwarte mees, geelgors en boompieper.
De Hugterheide sluit aan bij het Weerterbos in de gemeenten Weert en Nederweert. Ten noorden bevindt zich de landbouwontginning van de buurtschap Hugten en ten westen vinden we een villabos dat tot Maarheeze behoort. Naar het zuiden toe gaat het gebied over in de Budelerbergen.
De Hugterheide vormt, samen met het Weerterbos, het meest noordelijke deel van het Belgisch-Nederlandse grenspark: Kempen-Broek. In het gebied is een aantal wandelingen uitgezet.

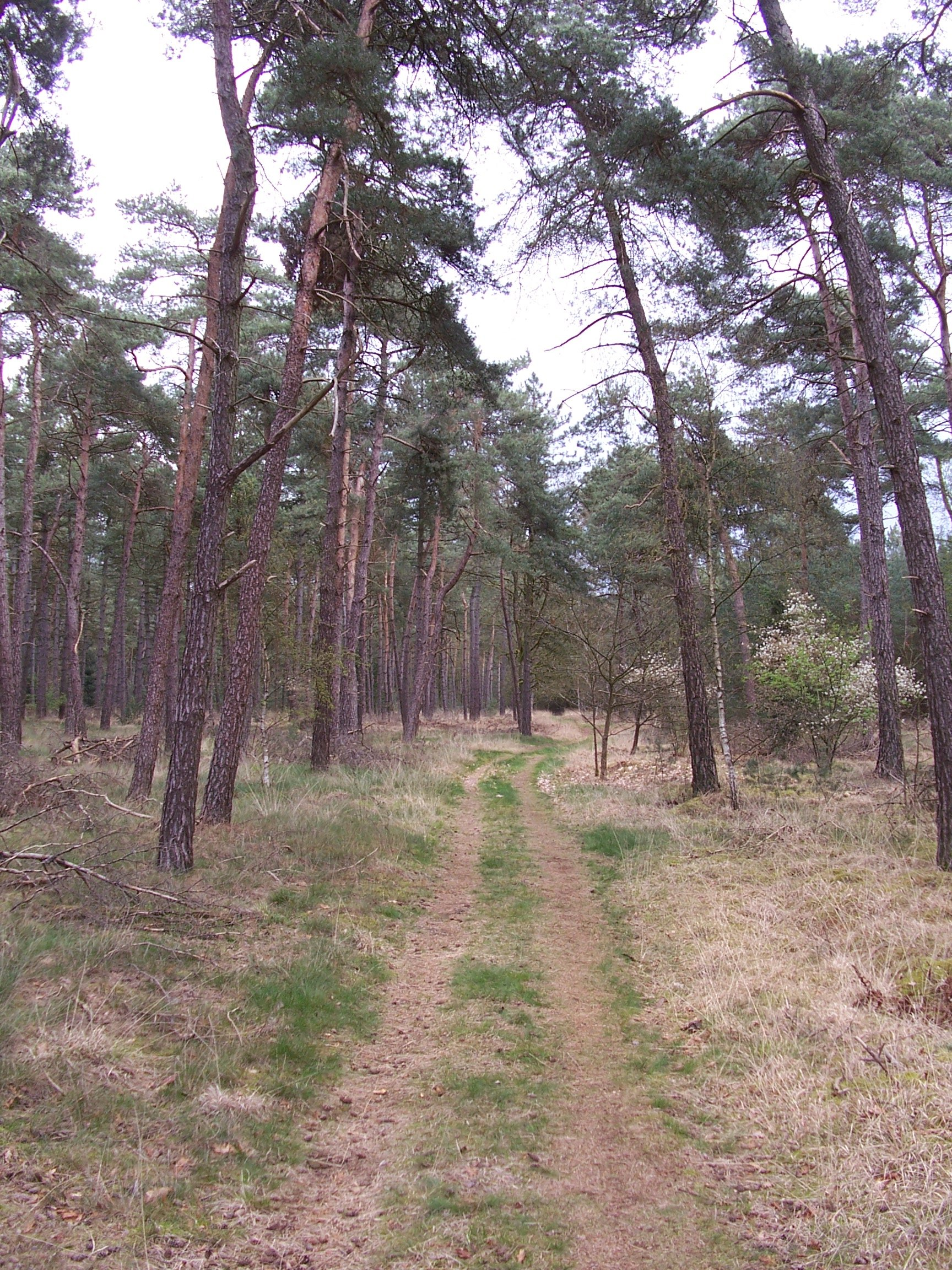
Bos in natuurgebied Hugterheide.